# Girolamo da Santa Croce
Girolamo da Santacroce (Santa Croce, 1490 env. – Venise, 9 juillet 1556) est un peintre italien de l'école vénitienne du XVIe siècle.
Pupille de Giovanni Bellini, il travailla principalement à Venise dans un style Renaissance.
Ses œuvres sont dispersées dans de nombreux musées du monde.

## Œuvres
- Saint Jérôme et saint Augustin 1510 Madonna dell'Orto
- Annonciation, Minneapolis Institute of Arts
- Le Jeune Mercure volant le troupeau d'Apollon (1530), Rijksmuseum Amsterdam, inv. no SK-A-3966.
- Couronnement de la Vierge Église San Zulian Venise
- Saint portant une maquette de ville et une bannière, National Gallery de Londres
- Saint Jean-Baptiste, Musée des beaux-arts de Budapest
- Saint Jean-Baptiste, Bonnefantenmuseum, Maastricht
- Adoration des mages, Walters Art Museum
- Martyre de saint Laurent, Nelson-Atkins Museum of Art
- Paysage avec un cavalier, The Phillips Collection
- Mariage mystique de Sainte Catherine, Musée Jeanne d'Aboville de La Fère

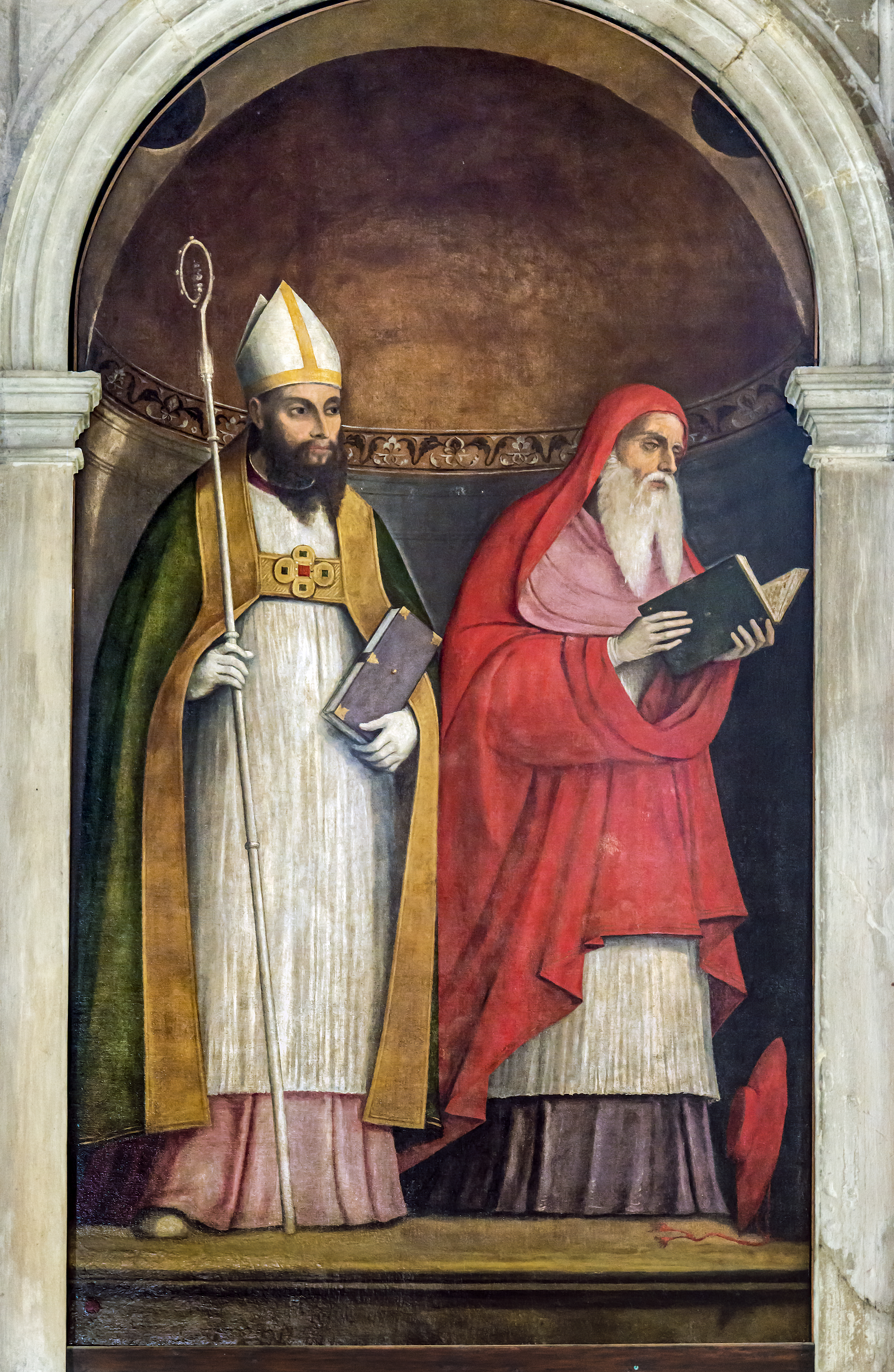
Saint Jérôme et saint Augustin 1510 Madonna dell'Orto
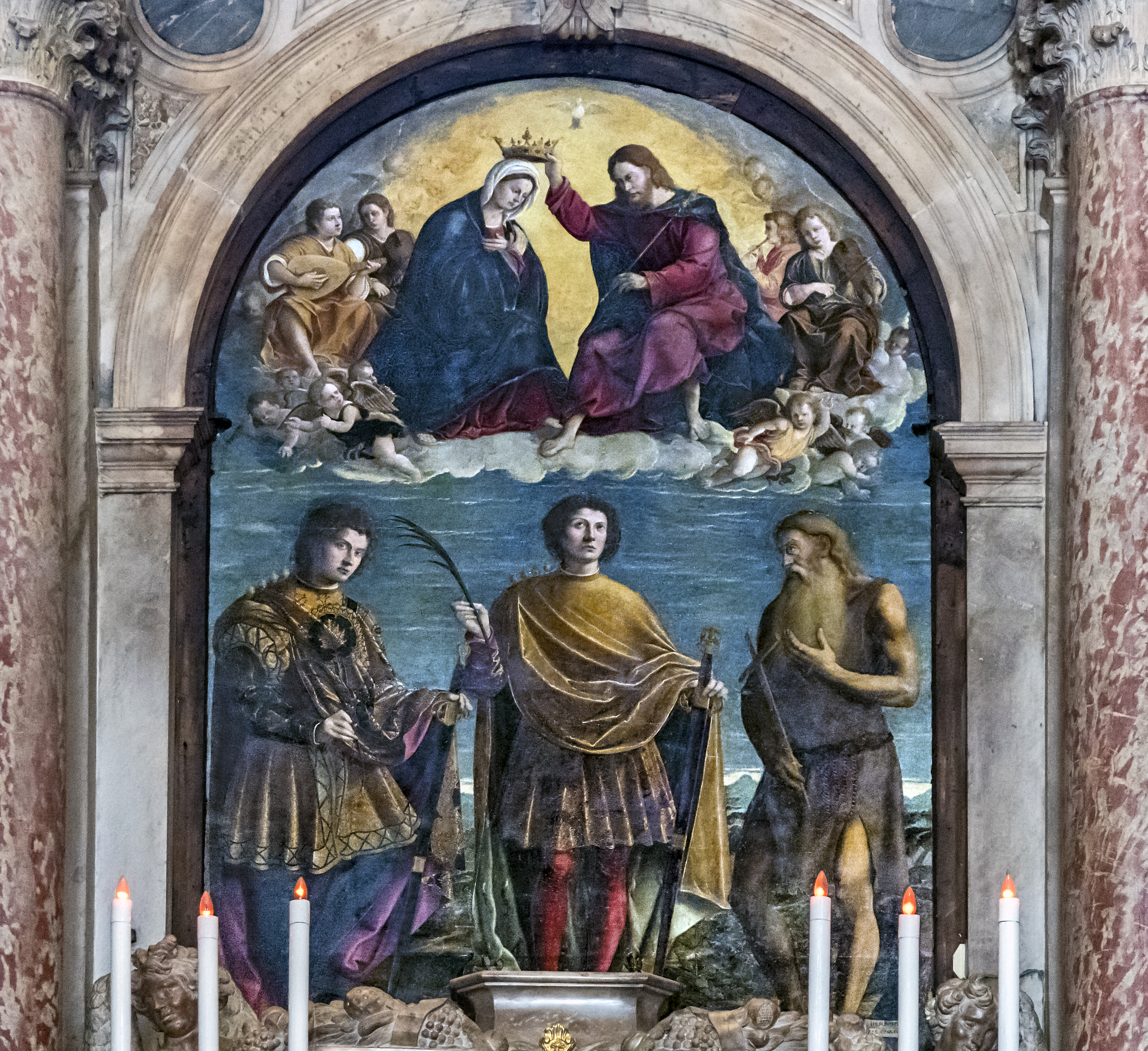
Couronnement de la Vierge Église San Zulian Venise
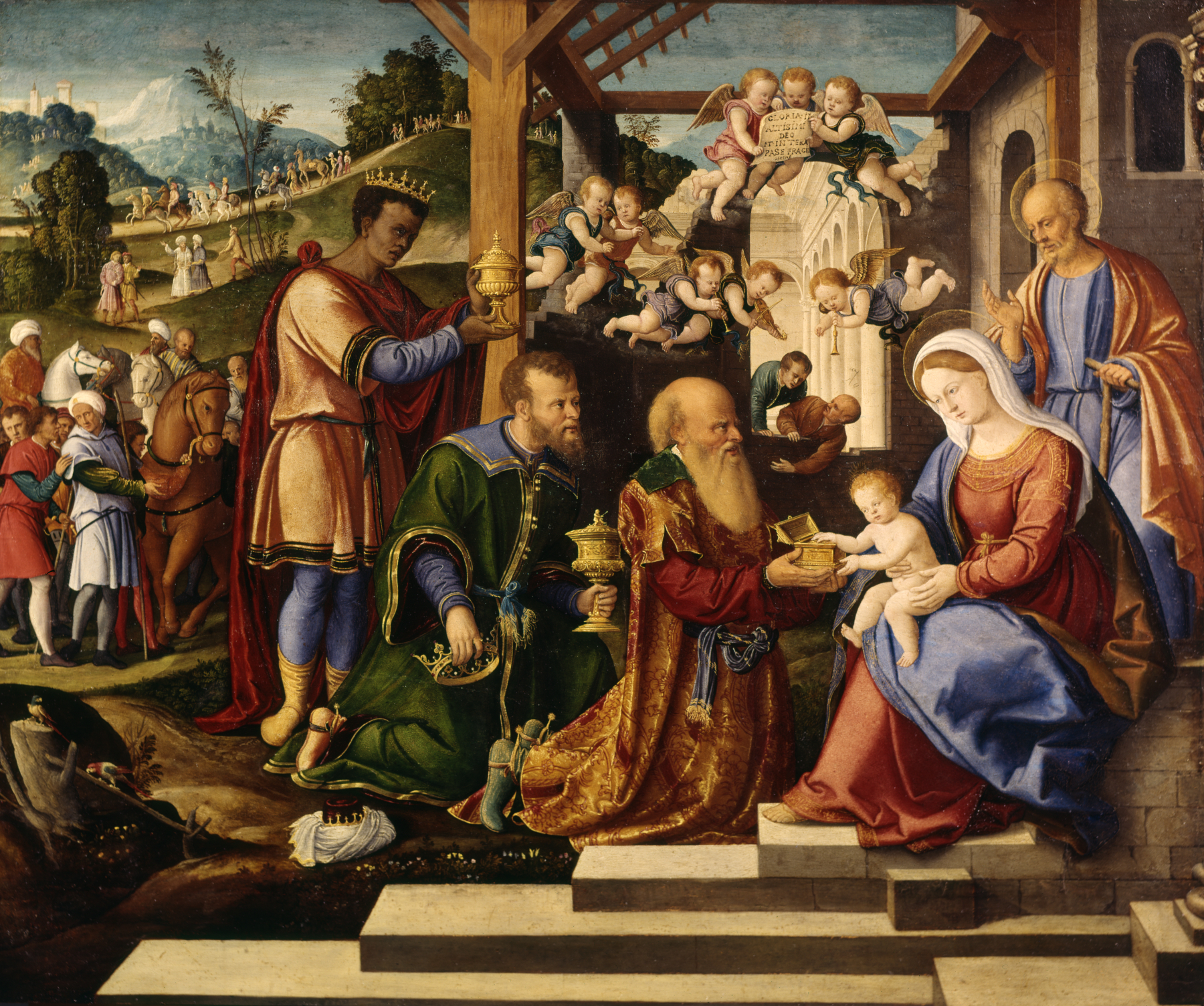
Adoration des mages,  Walters Art Museum
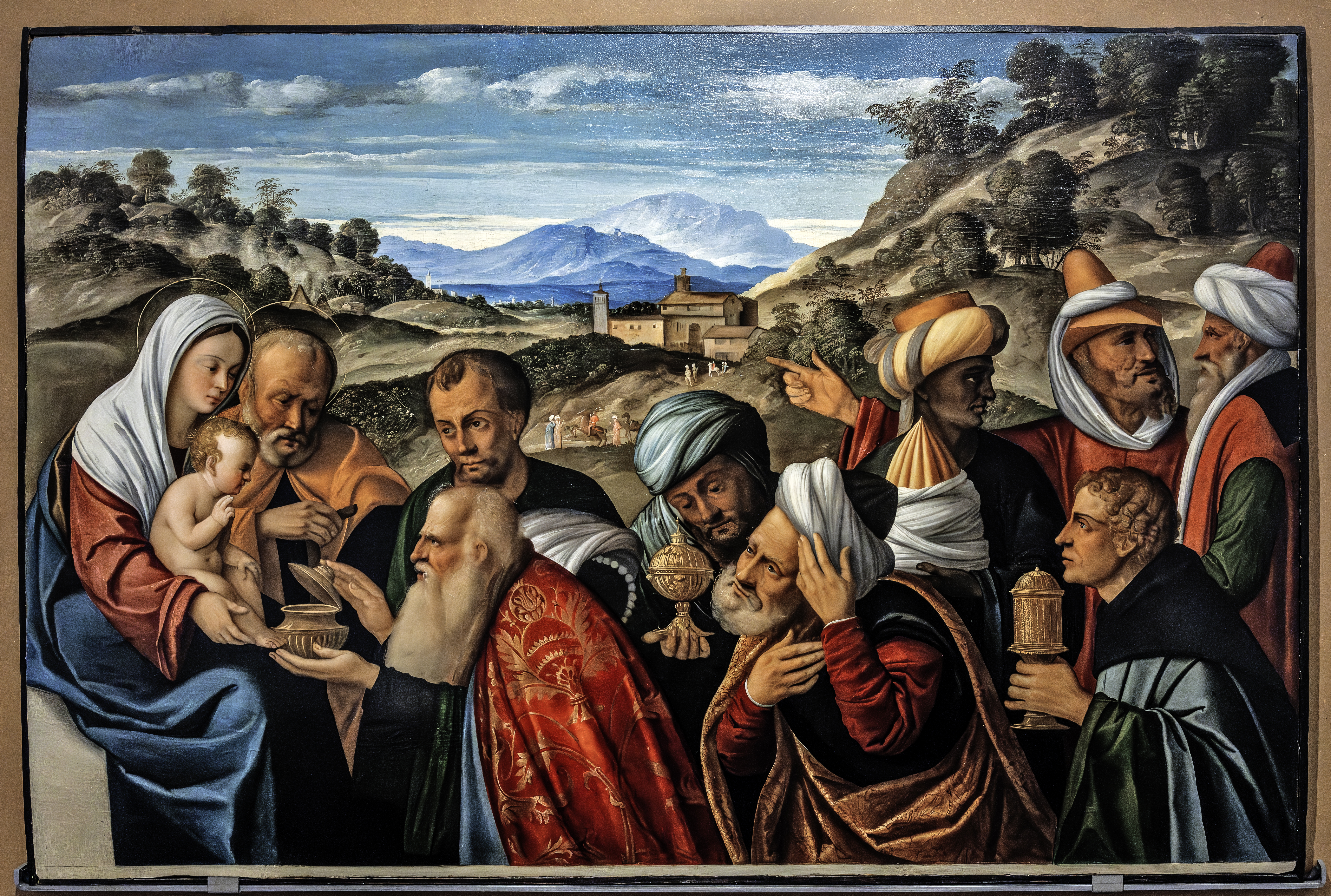
Adoration des mages,  Musée civique de Saint Catherine Trévise